# クロアチア関係記事の一覧
クロアチア関係記事の一覧（クロアチアかんけいきじのいちらん）では、クロアチアに関係する記事の一覧を50音順にまとめた。
- クロアチア出身の人物については、クロアチア人の一覧を参照。

## 英数字・記号
- 1992年バルセロナオリンピックのバスケットボール競技
- 1994年バスケットボール世界選手権
- 1996年アトランタオリンピックのバスケットボール競技
- 2008年北京オリンピックのバスケットボール競技
- 2018 FIFAワールドカップ
- .hr - 国別コードトップレベルドメイン

## あ行
- アドリア海
- イストリア
- イリリア（イリュリア）
- イリリア州（ローマ、フランス、オーストリアの地名。オーストリアの場合は公国）
- イリュリア運動
- イリュリア語
- イリュリア人
- ウスタシャ
- 海のオルガン
- オンブラ川

## か行
- クラパ (合唱音楽、w:Klapa)
- クロアチア
- クロアチア共和国国旗
- クロアチア独立国
- クロアチアの国立公園
- クロアチアの地域区分
- クロアチアの世界遺産
- クロアチアの地域区分
- クロアチアの都市
- ミルコ・クロコップ
- アンテ・ゴトヴィナ

## さ行
- ザグレブ - 首都
- ザグレブ四重奏団 (w:Zagreb Quartet)
- サッカークロアチア代表
- シベニク
- ジュパニヤ županija
- スプリト
- スヴェティロク・トンネル
- ズボニミール・ボバン
- スラヴォニア Slavonija, Slavonia
- スリヴォヴィツァ slivovitz, slivovica
- スレム（セレーム、シルミア）Srem; Szerém; Sirmia/Syrmia

## た行
- 大クロアチア
- ダルマチア
- ダルマチア諸島
- タンブリツァ tamburica
- ニコラ・テスラ
- ドナウ川
- トロギール
- トンプソン

## な行
- ネクタイ - 原型は同国発祥のものとなっている

## は行
- バチカ Bačka
- バラニャ Baranja, Baranya
- バルカン半島
- バン ban
- パンドゥール
- ビオコヴォ山脈
- ペリェシャツ半島

## ま行
- メジムリェ Međimurje（ムラケズ Muraköz）

## や行
- ユーゴスラビア
- ユーゴスラビア関係記事の一覧
- ヨーロッパ

## ら行
- ラグサ共和国

## わ行
- 私達の美しい故国